# Mary Ford
Mary Ford, nome artístico de Iris Colleen Summers (El Monte, 7 de julho de 1924 – Arcadia, 30 de setembro de 1977), foi uma cantora e guitarrista americana, conhecida por sua parceria musical com o então marido Les Paul. Entre 1950 e 1954, a dupla teve 16 sucessos no Top 10. Em 1951 eles venderam seis milhões de discos.

## Início
Nascida Iris Colleen Summers, Mary Ford veio de uma família musical. Seu pai era ministro da Igreja do Nazareno. Seus pais saíram do Missouri, cruzando o país enquanto cantavam música gospel e pregavam em encontros pelo país. Eles por fim fixaram-se no Sul da Califórnia. Os irmãos e irmãs dela eram todos músicos: Esther, Carol, Eva, Fletcher, Bruce e o compositor de filmes Bob Summers. 
No início da década de 1970 Ford conseguiu trabalho como cantora de country music com Gene Autry e Jimmy Wakely. Ela apareceu com no filme da Producers Releasing Corporation, I'm from Arkansas, de 1944 como membro do trio Sunshine Girls. Em 1945, Autry a apresentou ao guitarrista Les Paul, e no ano seguinte os dois passaram a se apresentar juntos. Em função de localização, Paul escolheu "Mary Ford" numa lista telefônica para que o nome dela fosse tão curto quando o seu. Com Paul ela se tornou uma das primeiras praticantes da gravação em faixa múltipla. 

## Rádio e televisão
Após seu casamento com Les Paul em 29 de dezembro de 1949, o casal apareceu junto em seu programa de rádio na NBC, The Les Paul Show (1949-50), e tiveram uma sequência de sucessos pela Capitol Records no início da década de 1950, inclundo "Tiger Rag", "Vaya con Dios" (11 semanas no 1º lugar), "How High the Moon" (nove semanas no 1º lugar), "Bye Bye Blues" e "The World Is Waiting for the Sunrise". Essas canções tinham Mary harmonizando com si própria, dando aos vocais um som novo e diferente. Paul e Ford também usaram a forma - agora ubíqua - de gravação na qual o microfone é mantido muito próximo (a menos de 15 cm) da boca do intérprete. Isto produz um som mais intimista, menos reverberante do que quando o cantor está a mais de 30 cm do microfone. A consequência foi um estilo de canto muito diverso daquele predominante nas décadas de 1930 e de 1940.
Em 1953, a dupla começou o programa na televisão, The Les Paul and Mary Ford at Home Show. Em 1955, eles se apresentaram no Carnegie Hall e no ano seguinte para o então presidente Dwight Eisenhower na Casa Branca.

## Anos finais
O sucesso da dupla começou a diminuir no final da década de 1950 e em 1962 Mary Ford e Les Paul tiveram um divórcio amargo, encerrando também sua parceria profissional. Vivendo em Monrovia, ela se casou com um velho amigo do colégio, Donald Hatfield, e passou a se apresentar ocasionalmente com as irmãs e o irmão. 
Mary Ford faleceu em função de complicações da diabetes em Arcadia, Califórnia, aos 53 anos de idade. Ela está enterrada no Cemitério Forest Lawn-Covina Hills em Covina. Embora o ano de seu nascimento seja mencionado com várias versões (1924, 1925 e até 1928), o ano de 1924 está registrado em seu túmulo.

## Discografia

### Sucessos
- "Vaya con Dios"
- "Tennessee Waltz"
- "Mockin' Bird Hill"
- "How High the Moon"
- "The World Is Waiting for the Sunrise"
- "Whispering"
- "My Baby's Coming Home"
- "Lady of Spain"
- "Bye Bye Blues"
- "I'm Sitting on Top of the World"

### Álbuns
- Hawaiian Paradise
- The Hit Makers!
- The New Sound
- Les Paul's New Sound with Mary Ford, Vol. 2 - Capitol Records SM-286

A01 In The Good Old Summer Time [2:06]
A02 I'm Confessin' (That I Love You)[2:45]
A03 Three Little Words [1:53]
A04 The Lonesome Road [2:50]
A05 Carioca [2:20]
B01 I Can't Give You Anything But Love [1:54]
B02 Just One More Chance [1:50]
B03 Don'Cha Hear Them Bells [1:55]
B04 The Moon Of Manakoora [2:45]
B05 Chicken Reel [2:05]
- Bye Bye Blues!
- Les and Mary
- Time to Dream
- Lover's Luau
- Warm and Wonderful
- Bouquet of Roses
- Swingin' South
- Fabulous Les Paul & Mary Ford[1]